# クラスレート
クラスレート（英: clathrate）とは、結晶格子によって作られた空間の中に小さな分子が取り込まれ、共有結合によらずして安定な物質として存在しているものをいう。包摂化合物（ほうせつかごうぶつ）ともいう。

## 例
例としては、メタンハイドレート（水分子の間にメタン分子が取り込まれた固体）などがある。天然ガスハイドレート中の水分子を、ケイ素と酸素で置き換えた構造に相当する鉱物（メラノフロジャイト、千葉石）も確認されている。